# Misumi (作曲家)
Misumi（ミスミ）は、日本の作曲家、作詞家、ボカロP。音楽ユニット・DUSTCELLのコンポーザーも務める。ALLT STUDIO所属。

## 略歴
高校で軽音楽部に所属し、音楽活動を始める。同時期にインターネットを通じてボカロシーンに触れ、自身も2015年にニコニコ動画に「ゆらめきブルー」を投稿しボカロPとしてデビュー。その後「オルターエゴ」「狂う獣」などが「殿堂入り」を果たす。
2019年10月にボーカルのEMAとユニットDUSTCELLを結成。以降はDUSTCELLのコンポーザーとして楽曲を発表しつつ、ボカロPとしての活動も継続している。

## 人物
- K-POPやEDM、ボカロからの影響を公言している[1][2]。

## 作品

### 未発売作品
| 投稿日        | タイトル            | 備考                                                                                       |
| ------------- | ------------------- | ------------------------------------------------------------------------------------------ |
| 2015年11月6日 | Orange Light Parade |                                                                                            |
| 2016年3月21日 | 想纏-ソウマトウ-    | 作詞：YUtuKI。同氏によるアパレルブランドPRISMIC 2016s/s 「想纏」-ソウマトウ-への書き下ろし |
| 2019年3月29日 | 狂う獣              | DUSTCELL ver.としてアルバム「SUMMIT」に収録                                                |
| 2019年5月18日 | 死に場所じゃない    |                                                                                            |

### KAMITSUBAKI RECORD
| 発売日         | タイトル         |
| -------------- | ---------------- |
| 2021年3月3日   | オルターエゴ     |
| 2021年5月26日  | アンダードッグ   |
| 2021年10月29日 | 共犯者           |
| 2022年7月30日  | オッドアイ       |
| 2022年10月28日 | 不完全愛情進行中 |
| 2023年4月19日  | 獅子と虎         |
| 2023年5月10日  | 鴉が鳴いたら     |
| 2023年6月21日  | 下剋上           |

### 参加作品
| 発売日         | アルバム                              | タイトル     |
| -------------- | ------------------------------------- | ------------ |
| 2017年1月25日  | Winterland's Anthology feat. 初音ミク | ステラ       |
| 2017年9月26日  | I Want to Tell You                    | Clockwork    |
| 2018年6月29日  | MIKU'S TAPE -MIKU EXPO 2018 EDITION-  | 宇宙遊泳     |
| 2022年12月30日 | KAMITSUBAKI STUDIO SAMPLER Vol. 1     | オルターエゴ |
| 2023年12月30日 | KAMITSUBAKI LABEL SAMPLER Vol. 1      | 下剋上       |

### リミックス
| 発売日         | アーティスト                          | タイトル                            | 備考                                                                       |
| -------------- | ------------------------------------- | ----------------------------------- | -------------------------------------------------------------------------- |
| 2018年4月30日  | V.A.                                  | ポワソン・ダヴリルについて          | トリビュートアルバム「tribute to mer」収録                                 |
| 2019年12月25日 | 花譜                                  | 不可解 (Misumi Remix)               | リミックスアルバム 「観測γ (Eine Schwalbe macht noch keinen Sommer!)」収録 |
| 2020年2月14日  | ピンキーポップヘップバーン            | チョコレイト弁当(Misumi Remix)      | EP「P!NGPONG QUEST」収録                                                   |
| 2021年10月27日 | MAISONdes feat. EMA & たなか & Misumi | ダンス・ダンス・ダダ (Misumi Remix) |                                                                            |
| 2024年2月28日  | x0o0x_                                | ====== -Misumi Remix-               | アルバム「人形」収録                                                       |

## 楽曲提供
- 鎖那
  - 「彼女は旅に出る」（編曲）
- 桃箱 & miko 
  - 「六花の杜」（作詞・作曲）
- いゔどっと
  - 「ナイトクルージング」（作詞・作曲）
- 橘優×いゔどっと
  - 「ファウスト」（作詞・作曲）
- まりなす（仮）
  - 「亜空の先へ」（作詞・作曲）
  - 「Sense of Wonder」（作詞・作曲）
- 白羽
  - 「猫も杓子も」（作詞・作編曲）
- 神宿
  - 「在ルモノシラズ」（作詞（塩見きらと共作）・作曲）
- キズナアイ
  - 「Awakening」（作編曲）
- 真っ白なキャンバス
  - 「Replica」（作詞・作編曲）
- 宮川大聖
  - 「AKEGATA（feat.たなか）」（作曲（たなかと共作）・編曲）
  - 「MAZE」（作曲）
- Hina & Taki (from FAKY)
  - 「Black Ghost」（作詞・作編曲）
- Vivid BAD SQUAD
  - 「下剋上」（作詞・作曲）
- GANG PARADE
  - 「涙は風に、思いは歌に」（作詞・作編曲）
  - 「†ENDLESS NIGHTMARE STORY†」（作編曲）
- suis from ヨルシカ
  - 「星めぐる詩」（作詞・作曲・編曲（Jun Murayamaと共作））
- Ibuki
  - 「藍嵐」（作詞・作編曲）
- ukka
  - 「結び目」（作詞・作編曲）

### THINKR関連アーティスト
- 理芽
  - 「Flowering」（作詞・作曲）
- 春猿火
  - 「猛進」（編曲）
  - 「オオゴト」（編曲）
- KMNZ × 春猿火
  - 「3D - Three Dimension」（作曲（KMNCREW・たかやんと共作）・編曲）
- MONSTER GIRLFRIEND
  - 「ネオンの欠片」（作詞・作編曲）
  - 「Midnight Blue」（作詞）
- VALIS
  - 「鈍色リグレット」（作詞・作編曲）
  - 「閃光フラグメント」（作詞・作編曲）[3]
  - 「妄想ミッドナイト」（作詞）[4]